# Molodijne, Kozeatîn
Molodijne (în ucraineană Молодіжне) este un sat în comuna Bezimenne din raionul Kozeatîn, regiunea Vinnița, Ucraina.

## Demografie
Componența lingvistică a localității Molodijne
     Ucraineană (97,98%)
     Rusă (2,02%)
Conform recensământului din 2001, majoritatea populației localității Molodijne era vorbitoare de ucraineană (97,98%), existând în minoritate și vorbitori de rusă (2,02%).